# トルナヴァ (クロアチア)
トルナヴァ（クロアチア語・セルビア語:Trnava）は、クロアチア, オシエク＝バラニャ郡 に位置する自治体（オプシュティナ）。